# Gräsnate
Gräsnate (Potamogeton gramineus) är en nateväxtart som beskrevs av Carl von Linné. Enligt Catalogue of Life ingår Gräsnate i släktet natar och familjen nateväxter, men enligt Dyntaxa är tillhörigheten istället släktet natar och familjen nateväxter. Arten är reproducerande i Sverige. Inga underarter finns listade.
Gräsnate förekommer i Sverige som hybrid med gäddnate ( Potamogeton gramineus x natans), med ålnate (Potamogeton gramineus x perfoliatus), och med grovnate (Potamogeton gramineus x lucens).

## Bildgalleri

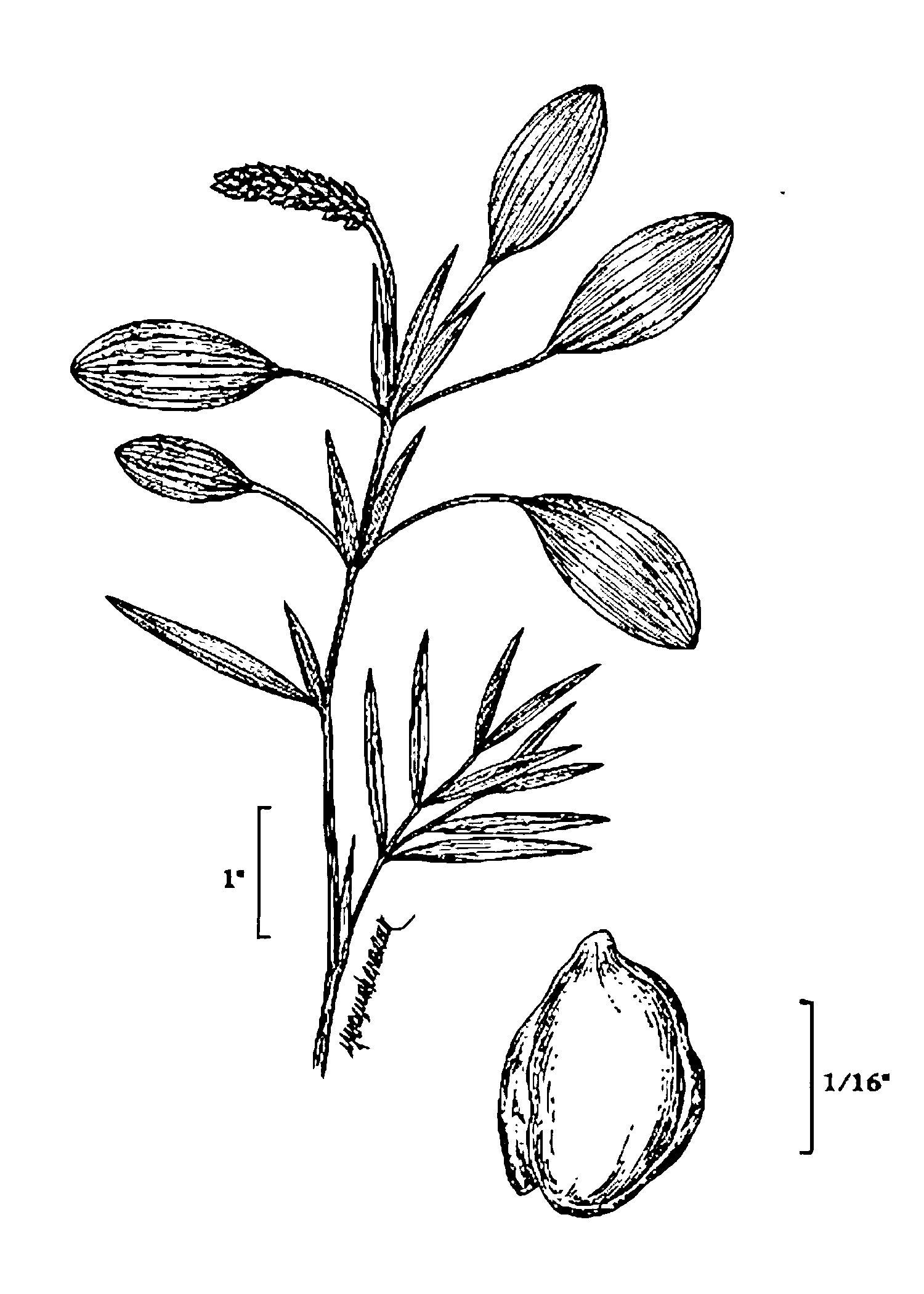
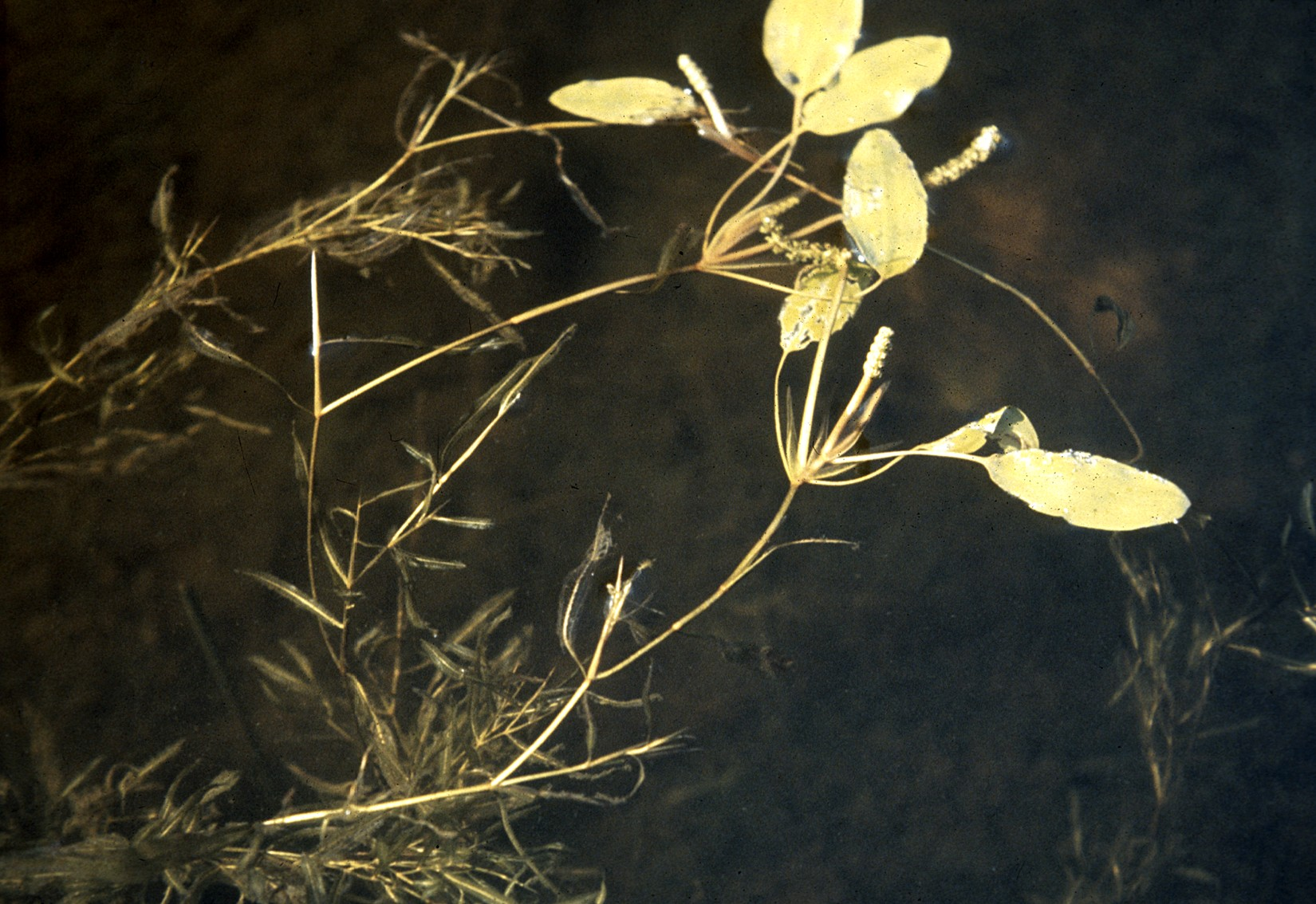